# 久具都比賣神社
久具都比賣神社（くぐつひめじんじゃ）は、伊勢神宮皇大神宮（内宮）の摂社。倭姫命が定めた神社である。
宮川沿いに鎮座し、社地の一部が浸水することがある。

## 概要
三重県度会郡度会町上久具字久具都裏に鎮座する。度会町にある唯一の神宮摂社である。度会町内にある伊勢神宮に関係する施設としては、久具都比賣神社のほかに、神宮御萱場が川口にある。内宮の摂社27社のうち、第21位である。
社殿は神明造の板葺で、一重の玉垣に囲まれている。社殿の規模は幅6尺（≒1.82m）、奥行き4尺（≒1.21m）、高さ7尺8寸（≒2.36m）である。社地の面積は3,004m2。
社地の北側は宮川に接する。川が増水すると社殿近くまで浸水することがある。

## 社名
社名の「久具」は地名であると考えられているが、地名「久具」の由来は不明である。『延喜式神名帳』は「久々都比賣神社」、『皇大神宮儀式帳』では「久具神社」、『倭姫命世記』は「久求社」と表記する。
地域住民からは「クグツヒメさん」と呼ばれている。

## 祭神
祭神は、久具都比女命（くぐつひめのみこと）、久具都比古命（くぐつひこのみこと）、御前神（みまえのかみ）。大水上命（おおみなかみのみこと）の子で、鎮座地の久具を灌漑する水の神かつ五穀の神とされる。大水上命は、倭姫命が伊勢を巡幸する以前から、地域で水の神・稲作の神として信仰されてきた。
『摂末社古今次第』など各種古書では久具都比女命と久具都比古命の名前は確認できるが、もう1柱の神の名は明らかでない。この2柱の神は、倭姫命が久具の地を訪れたときに出迎えたという。『大神宮儀式解』では3柱目の神は、久具都比女命と久具都比古命の前社の神（＝御前神）と考証し、『神三郡神社参詣記』は「山神」としている。

## 歴史
伝承によると一之瀬川を下ってきた倭姫命は久具都比古命に出迎えられ、久具都比女命がその地を「久求小野」であると述べたことから、倭姫命は「久求社」を定めたという。確実なところでは、伊勢神宮の摂社の定義より『延喜式神名帳』成立、すなわち延長5年（927年）以前に創建された。『皇大神宮儀式帳』にも記載があることから延暦23年（804年）以前から存在したことになる。『皇大神宮儀式帳』では、神社が破壊されたときに正税で建て替えると規定し、『大神宮式』は宮司が修理すると規定していた。また『皇大神宮儀式帳』によれば「正殿三宇」、すなわち3つの社殿が建ち並んでいたという。
中世には社殿が荒廃し、社地すら不明となってしまった。寛文3年9月8日（グレゴリオ暦：1663年10月8日）、摂末社再興に尽力した大宮司・河邊精長（大中臣精長）が社地を整備し、同年12月12日（グレゴリオ暦：1664年1月10日）に遷御が執り行われた。この時、古代には3つあった社殿が1つになった。更に元禄5年10月7日（グレゴリオ暦：1692年11月14日）に社殿の造り替えが行われ、元禄7年2月18日（グレゴリオ暦：1694年3月13日）に遷御が行われた。『式内社調査報告』では再興された社地について、旧社地であることに疑いない、としている。
社殿は1917年（大正6年）9月と1955年（昭和30年）11月に建て替えられ、1979年（昭和54年）5月に大修繕が施された。

## 祭祀
2月に祈年祭、6月と12月に月次祭、10月に神嘗祭、11月に新嘗祭が社殿の前で執行され、歳旦祭（1月）などは皇大神宮五丈殿で遥祀にて催行する。
地域の風習として「御祭まいり」（ごさいまいり）がある。これは、旧暦6月17日と9月17日（新暦移行前の神嘗祭執行日）に多くの住民が参拝するものである。

## 植物相
1980年（昭和55年）に行われた調査によると、大木はスギ・ヒノキ・クスノキで、小木は常緑広葉樹・落葉広葉樹で構成される。参道にはコケが生育する。

## 上久具の渡しと久具都比売橋
久具都比賣神社の東には、「上久具の渡し」と呼ばれた渡し船が約90年間運航されてきた跡地がある。上久具の渡しは、1994年（平成6年）3月まで宮川両岸の上久具と棚橋を結び、人々や物資の往来に利用されていた。度会町立内城田小学校（現・度会町立度会小学校）へ児童が通学できるよう、1901年（明治34年）に航路が開かれ、後に児童以外の一般客や荷物の輸送が行われるようになった。
1994年（平成6年）、久具都比売橋が架橋されたことにより、三重県で最後まで運航されていた上久具の渡しは、その役割を終えた。宮川は水位変動が多く、上久具の渡しは利用者をたびたび困らせていた。2013年（平成25年）現在も上久具側には渡し場の跡がはっきりと残っており、対岸の棚橋側にも階段の通学路跡が見られる。

## 交通
公共交通
- JR参宮線・近鉄山田線伊勢市駅南口（JR側）から三重交通路線バス「注連指」（しめさす）または「上田口」行きに約30分乗車、「度会団地前」バス停下車、徒歩約5分[16]。バスの運行頻度は1時間に1本程度である[17]。

自家用車
- 伊勢自動車道玉城ICより三重県道65号度会玉城線（サニーロード）を南下、約10分[16]。
- 伊勢市駅から三重県道38号伊勢大宮線経由、約12.5km[3]。